# أبو مهدي المهندس
جمال جعفر محمد علي آل إبراهيم ويُعرف بالكنية واللقب أبو مهدي المهندس ويسمى في إيران جمال إبراهيمي  (مواليد 1954 في البصرة - 3 يناير 2020) هو سياسي وعسكري عراقي من قادة الحشد الشعبي. متزوج من إيرانية. دخل عام 1973 الجامعة التكنولوجية قسم الهندسة المدنية وحصل على شهادة البكالوريوس في الهندسة المدنية عام 1977.
قُتل أبو مهدي المهندس برفقة قاسم سليماني، قائد فيلق القدس، وعدد من مرافقيهما في غارة جوية أمريكية بطائرة بدون طيار استهدفتهم لدى خروجهم من مطار بغداد الدولي في 3 يناير 2020. نقل جثمانه إلى مدينة النجف بعد جنازات عدة في بعض مدن العراق وإيران بحضور جمع غفير من المشيعين، ودفن في مقبرة وادي السلام. دفعت الضربة الجوية الأميركية التي قتلته مع سليماني البرلمان العراقي إلى الموافقة على قرار يدعو لإنهاء وجود القوات الأجنبية في البلاد.

## حياته

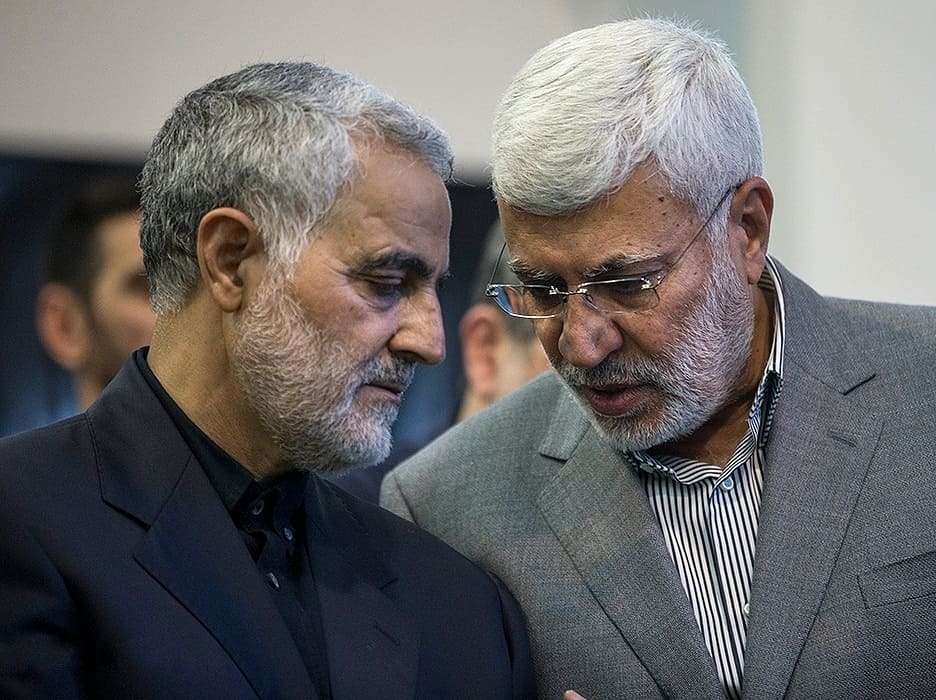
أبو مهدي المهندس بجانب اللواء قاسم سليماني في مراسم تأبين والد قاسم سليماني

ولد عام 1954 في البصرة، وأقام في الكويت فترة طويلة في الجابرية. دخل عام 1973 الجامعة التكنولوجية قسم الهندسة المدنية وحصل على شهادة بكالوريوس في الهندسة عام 1977 وعمل مهندساً في المنشأة التي نسب إليها وحصل على شهادة البكالوريوس في العلوم السياسية ودرس الدكتوراه في الاختصاص نفسه، كما ودرس مقدمات الحوزة العلمية للسيد محسن الحكيم في البصرة.

### حياته السياسية
انضم إلى حزب الدعوة الإسلامية وهو في الدراسة الثانوية، وبعد أحداث رجب عام 1979 تم اعتقال العديد من الطلبة وأصبح المهندس أحد أهم المطلوبين لمحكمة الثورة وبعد تسلم صدام حسين الحكم في العراق عام 1979 ومقتل المرجع محمد باقر الصدر اضطر المهندس إلى الخروج من العراق عام 1980، وفي عام 1985 أصبح عضواً في المجلس الأعلى الإسلامي العراقي ومارس عمله كسياسي في المجلس وعسكري في فيلق بدر، ومن ثم قائداً على فيلق بدر حتى أواخر التسعينات. وإبان سقوط حكم الرئيس العراقي السابق صدام حسين بشهر تخلى عن قيادته في بدر وفي المجلس الأعلى وعمل كشخص مستقل في حين لم يتخل عن علاقاته مع الجميع. وفي عام 2003 لعب دوراً مهماً في العملية السياسية، وكان له عدة أدوار مهمة قادها بنفسه منها تشكيل الائتلاف الوطني الموحد والائتلاف الوطني العراقي ومن ثم التحالف الوطني، لاحقاً أصبح قيادي بارز وله دور أساسي في قيادة الحشد الشعبي وقيادة العمليات العسكرية ضد تنظيم داعش.

## اتهامات باستهداف الكويت
كشفت شبكة التلفزيون الأمريكية CNN عن مصادر في الاستخبارات العسكرية الأمريكية أنه مطلوب من قبل الإنتربول، وأنه حكم عليه بالإعدام لاتهامه باستهداف سفارتي الولايات المتحدة وفرنسا بالسيارات المفخخة في الكويت في كانون الأول 1983، وكانت محكمة الكويت قد حكمت عليه عام 1984 بالإعدام، وكان الانفجار قد أدى لمقتل خمسة أشخاص، وجرح 86 شخصاً.
كما وجهت إليه المخابرات اتهامات بمحاولة اختطاف إحدى طائرات الخطوط الجوية الكويتية عام 1984، ومحاولة اغتيال أمير الكويت 1985. وكان حزب الدعوة قد تبنى تلك التفجيرات حينها، في محاولة لضرب الدعم الكويتي للعراق في حربه مع إيران.

## الحشد الشعبي
بعد اجتياح مسلحي تنظيم داعش مساحات واسعة من شمال العراق وغربه، تولّى أبو مهدي المهندس جمع فصائل شيعية مسلحة عدة، بعد أن أصدر نوري المالكي، رئيس الوزراء والقائد العام للقوات المسلحة آنذاك، أوامر بتعبئة الجماهير وتشكيل هيئة الحشد الشعبي، كي يقفوا بوجه تهديدات داعش لبغداد وأطرافها. ومنذ تشكيل الهيئة تولى المهندس منصب نائب هذه القوة العسكرية. ويقال إنه كان يقود الحشد في ساحات القتال ضد داعش.
بعد تشكيل قوات الحشد الشعبي تم اختيار المهندس كنائب لقائد الهيئة وقد تميز بمشاركته الميدانية للقوات في المعارك، وأدى ذلك أحيانا لحدوث مشاكل بينه وبين رئيس الوزراء حيدر العبادي بسبب متطلبات الهيئة وعدم مقدرة الحكومة على تلبيتها وبرزت من خلال رسالة المهندس لرئيس الوزراء.

## الاغتيال
قُتل أبو مهدي المهندس يوم 3 يناير 2020 برفقة قاسم سليماني وذلك في ضربة جوية أمريكية لموكبهم قرب مطار بغداد. وزارة الدفاع الأمريكية أصدرت بيانًا أشارت فيه إلى أن الضربة الجوية كانت بتوجيه من الرئيس دونالد ترامب، وجاء في البيان الرسمي الأمريكي: «بتوجيه من الرئيس، اتخذ الجيش الأمريكي عملًا دفاعيًّا حاسمًا، لحماية الأمريكيين في الخارج عبر قتل قاسم سليماني، قائد فيلق القدس التابع للحرس الثوري الإيراني المصنف كمنظمة إرهابية بالولايات المتحدة الأمريكية.»

## الجنازة والدفن
في 4 يناير، أُقيمت في العاصمة العراقية بغداد جنازة لأبي مهدي المهندس وسليماني بحضور الآلاف من المشيعين وهم لوحوا بأعلام العراق والفصائل، ورددوا هتافات تقول «الموت لأمريكا، والموت لإسرائيل». ثم تم تشييع الجنائز في العتبة الكاظمية في بغداد. وحضر رئيس الوزراء العراقي عادل عبد المهدي وزعماء الفصائل الشيعية مراسم التشييع. ثم تم نقلها إلى المدن الشيعية المقدسة كربلاء والنجف، وأقيمت صلاة الجنازة عليها.
في 5 يناير، نقل جثمانه مع جثمان سليماني للتشييع إلى الأهواز، ثم إلى مشهد. وفي 6 يناير، نقل إلى العاصمة الإيرانية طهران. فشارك في تشييعهم الملايين من المشيعين. ثم وصل جثمان المهندس إلى مسقط رأسه البصرة، وبعد تشييعه هناك نقل جثمانه إلى النجف وتم دفنه في مقبرة وادي السلام في الثامن من يناير.